# Makatū
Makatū (persiska: مکتو) är en ort i Iran.   Den ligger i provinsen Östazarbaijan, i den nordvästra delen av landet, 400 km väster om huvudstaden Teheran. Makatū ligger 1 712 meter över havet och antalet invånare är 168.
Terrängen runt Makatū är huvudsakligen kuperad, men västerut är den platt. Runt Makatū är det ganska glesbefolkat, med 22 invånare per kvadratkilometer. Närmaste större samhälle är Hashtrūd, 19,2 km norr om Makatū. Trakten runt Makatū består i huvudsak av gräsmarker.